# Tzrifin
Tzrifin est un secteur de la région de Dan, dans le centre d’Israël, situé entre Rishon LeZion à l’ouest et Be'er Ya'aqov à l’est.